# Communicatiemodel
Het communicatiemodel is een model voor communicatie uit de taalkunde waarin de relaties tussen zender, bericht en ontvanger schematisch worden voorgesteld.
Opdat het bericht dat men uitzendt effectief zou zijn, moet volgens Roman Jakobson aan de volgende voorwaarden voldaan zijn:
- het bericht moet context hebben waarnaar verwezen kan worden en die begrijpelijk is voor de ontvanger
- het bericht moet opgesteld zijn in c.q. gebruikmaken van een code die volledig of gedeeltelijk gemeenschappelijk is aan de zender en de ontvanger
- er dient een contactkanaal te bestaan dat zender en ontvanger in staat stelt om in communicatie te treden

Dit communicatiemodel is in de narratologie aangepast als het model voor narratieve communicatie.